# Ashraf Qazi
Ashraf Jehangir Qazi (né en 1942) est un diplomate pakistanais. Il a été nommé représentant spécial du secrétaire général de l'ONU en Irak par le secrétaire général de l'ONU, Kofi Annan, en juillet 2004. Son prédécesseur, Sérgio Vieira de Mello, a été tué dans un attentat suicide le 19 août 2003.

## Biographie
Il est irlandais par sa mère, Jennifer. Elle réside maintenant dans le Baloutchistan. Il est marié et a deux enfants.
Il a été ambassadeur du Pakistan aux États-Unis de septembre 2002 à 2004. 
Précédemment, il a été haut commissaire du Pakistan en Inde (depuis 1997), ambassadeur en Chine (1994-1997), en Russie (1991-1994), en Allemagne de l'Est (1990-1991) et en Syrie (1986-1988).
Il a également eu des tâches diplomatiques à Copenhague, à Tokyo, au Caire, à Tripoli et à Londres.